# Turri il bandito
Pour plus de détails, voir Fiche technique et Distribution.
Turri il bandito est un drame de la mafia italien réalisé par Enzo Trapani et sorti en 1950.

## Synopsis
En Sicile, lors d'une procession, le corps d'un homme sans vie est découvert. Les villageois désignent le paysan Turri comme le coupable. Accusé par Berto, maire du village, Turri, ne pouvant prouver son innocence, s'enfuit.

## Fiche technique
- Titre italien : Turri il bandito[1],[2]
- Réalisateur : Enzo Trapani
- Scénario : Bitto Albertini, Adriano Bolzoni et Enzo Trapani
- Photographie : Bitto Albertini
- Montage : Giuseppe Vari
- Musique : Costantino Ferri (it)
- Décors : Franco Fontana
- Société de production : Associazione Realizzazioni Cinematografiche
- Pays de production :  Italie
- Langue originale : italien
- Format : Noir et blanc - 1,37:1 - Son mono - 35 mm
- Durée : 92 minutes
- Genre : drame de la mafia
- Dates de sortie :
  - Italie : 28 mai 1950

## Distribution
- Ermanno Randi : Don Filippo
- Lilia Landi : Lidia
- Dedi Ristori : Anna
- Nino Crisman : Berto
- Gilberto Mazzi : Giorgio
- Massimo Sallusti : Turri
- Vittorio Sanipoli : Pippo
- Amedeo Trilli : Giovanni